# Route nationale 311a
La route nationale 311a, ou RN 311a, était une route nationale française reliant Carrières-sur-Seine au Chesnay. À la suite de la réforme de la numérotation des routes nationales, elle fut dans un premier temps renumérotée RN 321 avant d'être finalement déclassée en RD 321.

## Tracé de Carrières-sur-Seine au Chesnay (D 321)
- Carrières-sur-Seine
- Chatou
- Croissy-sur-Seine
- Bougival
- La Celle-Saint-Cloud
- Le Chesnay